# Thunder on the Hill
Thunder on the Hill is een Amerikaanse dramafilm uit 1951 onder regie van Douglas Sirk. De film werd destijds in Nederland uitgebracht onder de titel Triomf der liefde.

## Verhaal
Valerie Carns, schuldig bevonden aan moord, wordt naar een nieuwe gevangenis overgeplaatst. Haar bewakers en zijzelf moeten tijdens een noodweer schuilen in het klooster van zuster Mary Bonaventure. Wanneer de non Valerie beter leert kennen, raakt ze overtuigd van haar onschuld. Ze gaat op zoek naar de ware moordenaar. Ook die blijkt te gast te zijn in het klooster.

## Rolverdeling
| Acteur            | Personage               |
| ----------------- | ----------------------- |
| Claudette Colbert | Zuster Mary Bonaventure |
| Ann Blyth         | Valerie Carns           |
| Robert Douglas    | Dr. Edward Jeffreys     |
| Anne Crawford     | Isabel Jeffreys         |
| Philip Friend     | Sidney Kingham          |
| Gladys Cooper     | Moeder-overste          |
| Michael Pate      | Willie                  |
| John Abbott       | Abel Harmer             |
| Connie Gilchrist  | Zuster Josephine        |
| Gavin Muir        | Melling                 |
| Phyllis Stanley   | Zuster Phillips         |
| Norma Varden      | Pierce                  |
| Valerie Cardew    | Zuster Colby            |
| Queenie Leonard   | Mevrouw Smithson        |
| Patrick O'Moore   | Mijnheer Smithson       |